# تنبيه الغبي بتبرئة ابن عربي (كتاب)
تنبيه الغبي بتبرئة ابن عربي هو كتاب عبارة عن رسالة صغيرة كتبها جلال الدين السيوطي (ت 911 هـ) رداً على كتاب «تنبيه الغبي إلى تكفير ابن عربي» لبرهان الدين البقاعي (ت 885 هـ)، فرد عليه السيوطي بكتاب جاء عنوانه على نفس شاكلة عنوان البقاعي، وفيه يدافع السيوطي عن ابن عربي (ت 628 هـ)، ويدحض اتهامات كُفره مثبتاً بطلانها ومرجعاً إيّاها لسوء فهم القائلين بها، وبسبب الدَس والتحريف الذي وقع على كتب ابن عربي وأقواله. وهذا ما جعل السيوطي يقول في رسالته: «الأفضل عندي في ابن عربي... اعتقاد ولايته وتحريم النظر في كتبه إلا الراسخون في العلم».
كما بيّن السيوطي منهج ابن عربي، والذي وفقاً له، لم يكن يحيد عن القرآن والسنة النبوية، مُستشهداً ومُستدلاً على ذلك ببيتي شعر لابن عربي في أصول أحكام الشرع، وهُما:
مبيناً أن سوء الفهم وربما سوء النية يدفع البعض للطعن في الأصل الرابع وهو القياس والذي يقر ابن عربي بأنه موضع خلاف. وقد تعرض السيوطي في هذه الرسالة للكرامات، كما تعرض لذكر الخضر. قال عبد الرحمن حسن محمود في مقدمة تحقيقه: «أما عن الرسالة نفسها فهي دفاع - بالحق - عن مسلم عالم مُتمكن اتهم زوراً. ولعله - أي السيوطي - كتبها اتباعاً لأمر رسول الله ﷺ الذي رواه الإمام أحمد، والطبراني: من ذَب عن عرض أخيه بالغيبة كان حقاً على الله أن يقيه من النار».

## عنوان الكتاب
هذا الكتاب معروف ومُتداول بعدّة عناوين متقاربة ومتشابهة إلى حد كبير، وهي كما يلي:
- تنبيه الغبي بتبرئة ابن عربي.[5][7][6]
- تنبيه الغبي في تبرئة ابن عربي.[10][11]
- تنبيه الغبي إلى تبرئة ابن عربي.[12]
- تنبيه الغبي في تخطئة ابن عربي.[13]
- تنبيه الغبي في تنزيه ابن عربي.[14]
- تنبيه الغبي على تنزيه ابن العربي.[2]
- تنبئة الغبي بتبرئة ابن عربي.[15]

## الرد على الكتاب
قام إبراهيم الحلبي (ت 956 هـ) صاحب ملتقى الأبحر في فروع الحنفية بالرد على السيوطي بكتاب سماه: (تسفيه الغبي في تنزيه ابن عربي).